# Always Ascending
Always Ascending é o quinto álbum de estúdio da banda escocesa Franz Ferdinand. Foi lançado em 9 de fevereiro de 2018 através da produtora Domino Records. É o primeiro álbum da banda em mais de quatro anos, na sequência de Right Thoughts, Right Words, Right Action (2013). É também o primeiro disco do grupo com o novo membro Julian Corrie, que entrou pouco depois da saída de Nick McCarthy. Três singles foram lançados do álbum: "Always Ascending", "Feel the Love Go" e "Lazy Boy".

## Bastidores e gravação
Após o lançamento do disco Right Thoughts, Right Words, Right Action, em agosto de 2013, Franz Ferdinand colaborou com a banda americana Sparks, gravando um álbum como um "super grupo" FFS e então fizeram uma breve turnê. Em julho de 2016, Nick McCarthy, um dos membros fundadores da banda, anunciou que estaria deixando o grupo para focar mais na família e em projetos paralelos. Dino Bardot assumiu seu lugar na guitarra e o produtor musical Julian Corrie também entrou no grupo. Corrie se juntou a banda para as gravações, enquanto Bardot se juntou após a conclusão dos trabalhos.
As gravações aconteceram nos estúdios Motorbass, em Paris, e no RAK Studios em Londres. Em Always Ascending, a banda trabalhou com Philippe Zdar, um dos membros do grupo musical francês Cassius e frequente colaborador da banda Phoenix.

## Faixas
Todas as faixas escritas e compostas por Julian Corrie, Bob Hardy, Alex Kapranos e Paul Thomson. 
| N.º            | Título                    | Duração |  |
| 1.             | "Always Ascending"        | 5:21    |  |
| 2.             | "Lazy Boy"                | 2:59    |  |
| 3.             | "Paper Cages"             | 3:40    |  |
| 4.             | "Finally"                 | 3:09    |  |
| 5.             | "The Academy Award"       | 4:14    |  |
| 6.             | "Lois Lane"               | 3:34    |  |
| 7.             | "Huck and Jim"            | 3:35    |  |
| 8.             | "Glimpse of Love"         | 3:12    |  |
| 9.             | "Feel the Love Go"        | 4:46    |  |
| 10.            | "Slow Don't Kill Me Slow" | 5:18    |  |
| Duração total: | Duração total:            | 39:48   |  |

## Tabelas musicais
| Paradas (2018)                        | Melhor posição |
| ------------------------------------- | -------------- |
| Austrália (ARIA)                      | 28             |
| Bélgica (Ultratop Flandres)           | 21             |
| Bélgica (Ultratop Valônia)            | 13             |
| Países Baixos (Dutch Charts)          | 19             |
| Alemanha (Offizielle Deutsche Charts) | 13             |
| Irlanda (IRMA)                        | 35             |
| Itália (FIMI)                         | 31             |
| Nova Zelândia (RMNZ)                  | 2              |
| Escócia (Official Scottish Albums)    | 3              |
| Reino Unido (Official Albums Chart)   | 6              |
| Estados Unidos (Billboard 200)        | 59             |